# Bourges Foot 18
Bourges Foot 18 – francuski klub piłkarski z siedzibą w Bourges.

## Historia
Klub został założony 31 maja 1966. W 2021 doszło do fuzji z Bourges Foot, w wyniku czego zmienił nazwę na Bourges Foot 18. W swojej historii przez 11 sezonów występował na poziomie drugiej ligi (po raz ostatni w edycji 1993/1994), a także przez 16 sezonów na poziomie trzeciej ligi (po raz ostatni w edycji 1997/1998).
25 października 2023 klub został kupiony przez senegalskiego piłkarza, Sadio Mané.

### Chronologia nazw
- 1966–1998 – Football Club de Bourges
- 1998–2005 – Football Club de Bourges 18
- 2005–2006 – Bourges FOC
- 2006–2008 – Bourges Football
- 2008–2021 – Bourges 18
- od 2021 – Bourges Foot 18 (po fuzji z Bourges Foot)

### Historia występów w drugiej lidze
| Sezon   | Liga       | Grupa  | Miejsce      |
| ------- | ---------- | ------ | ------------ |
| 1970/71 | Division 2 | Centre | 13.          |
| 1971/72 | Division 2 | B      | 5.           |
| 1972/73 | Division 2 | A      | 15.          |
| 1973/74 | Division 2 | A      | 11.          |
| 1974/75 | Division 2 | B      | 16. (spadek) |
| 1976/77 | Division 2 | A      | 16. (spadek) |
| 1986/87 | Division 2 | B      | 17. (spadek) |
| 1990/91 | Division 2 | B      | 13.          |
| 1991/92 | Division 2 | A      | 8.           |
| 1992/93 | Division 2 | B      | 7.           |
| 1993/94 | Division 2 | –      | 21. (spadek) |

## Reprezentanci kraju grający w klubie
stan na listopad 2023

FC Bourges
|  | - Fathi Chebel - Steve Traoré - Jan Fiala - Peter Herda - Vladimír Kinier - Ján Kozák - Farès Bousdira - Patrice Garande - Robert Siatka |  | - Junior Assoumou - Kaba Sambou - Shaquille Dutard - Brahim Thiam - Brian Chevreuil - Fadil Vokrri - Ibrahim Rachidi - Richard Akiana - Gaspard Ngouété |  | - Alexandre Obambot - Mitsada Saitaifah - Claudio Ramiadamanana - Gaston Diamé - Dominique Wacalie - Quentin Ngakoutou - Chris N'Goyos - Wilfried Dalmat |  | - Jordan Etienne - Andy Felsina - Louis Gomis - Khadim Thioub - Wazo Denké - Yawo Deviage - Vasile Miriuță - Lassina Diabaté |

Bourges Foot
|  | - Anthony Baron - Kenny Magloire - Lionel Reiver - Listner Pierre-Louis - Kassim Ahamada |  | - Serge Makaya - Jérémy Villeneuve - Ablaye Diène - Ibrahima Sory Keïta - Mohamed Waliou Ndoye |